# غلخندان (تكاب)
غلخندان (بالفارسية: گلخندان) هي قرية تقع في إيران في Takab Rural District. يقدر عدد سكانها بـ 203 نسمة بحسب إحصاء 2016.